# Bernardo Miguens
Bernardo Miguens (ur. 26 stycznia 1959, zm. 28 stycznia 2017 w Pinamar) – argentyński rugbysta grający na pozycji obrońcy, reprezentant kraju, następnie trener.
Związany był z Club Universitario de Buenos Aires, grał także dla regionalnego zespołu. Otrzymywał także powołania do reprezentacji kraju i w latach 1983–1987 zagrał w czternastu testmeczach, w których zdobył cztery punkty z przyłożenia. Wziął między innymi udział w zwycięskich meczach z Argentyną i Francją oraz jedynym w historii argentyńskiego rugby zremisowanym pojedynku z All Blacks.
Po zakończeniu kariery zawodniczej przez ponad dwadzieścia lat trenował zespoły dziecięce i młodzieżowe. Z zawodu był księgowym, a w 2009 roku ukończył studia z zakresu wiedzy o rodzinie na Uniwersytecie Austral.
Pochodził z wielodzietnej rodziny – był dziewiątym z jedenastu braci, z żoną Aną Robredo miał natomiast trzynastoro dzieci. Jego dwaj bracia  – Hugo i Javier – również byli reprezentantami kraju, zaś trzeci z braci i dwaj synowie uprawiali rugby w CUBA.
Podczas wypadku w czasie uprawiania sportów wodnych doznał uszkodzenia kręgosłupa i obrzęku mózgu, zmarł podczas transportu do szpitala w Buenos Aires.